# Gustavo Hit Moreno
Gustavo Matos Moreno (Lima, 17 de junio de 1937-Jesús María, 5 de marzo de 2024), conocido por su nombre artístico Gustavo Hit Moreno, fue un cantante y compositor peruano de la nueva ola, considerado como el pionero del dicho género en su país, gozando de la popularidad durante los años 1960 y 1970. 

## Biografía

### Primeros años y trayectoria
Nació el 17 de junio de 1937 en Lima, bajo el nombre completo de Gustavo Matos Moreno.
Proveniente de una familia de clase media, hijo de Doña Ana Moreno Alcalá (soprano) y Don Genarro Alfredo Matos Gonzales (pianista concertista reconocido mundialmente en la época de los años 40s), inició su carrera artística en 1954, en el cual Moreno optaría su incursión en la nueva ola, el género musical que más tarde lo llevaría a la fama y se convirtió en el primer cantante de la Nueva Ola en El Perú y en Sur América junto al Argentino Luis Aguilé, en la que más tarde se sumarían otros artistas Peruanos como Jimmy Santy, César Altamirano, Pepe Cipolla, Jorge Conty, Pepe Miranda y el hermano de Gustavo Hit Moreno, conocido como Roger Milán; asimismo grupos musicales como Los Shain's y Los Doltons.
Moreno se presentaría por primera vez en la televisora local Radio América Canal 4 en 1958 y en diferentes emisoras locales, donde popularizó con el tema musical «El pañuelo manchado de rouge». Seguidamente, concursó en el programa Buscando al ídolo de la nueva ola por el extinto canal Victoria TV.
Obtuvo reconocimiento en los años 1960 al haber lanzado las versiones musicales en idioma español de los temas «Pequeño diablo» y «Estúpido Cupido», originalmente interpretados por el cantante Neil Sedaka, donde lo conoció en un viaje a Brasil. En 1961 lanza su primer material Cuando calienta el sol gracias a la intervención de los autores del tema Hermanos Rigual de Cuba. Seguidamente, en 1962 Moreno estrenó el cover de «Norma mía» de Sergio Fernández y al año siguiente, «Devil woman» con el mismo formato, siendo titulado bajo el nombre de «Magia blanca».
Moreno inicia una etapa de colaboraciones con la disquera Sono Radio, donde grabaría tres álbumes de estudio con la colaboración de la Orquesta de Enrique Lynch y posteriormente con el cantante Manolo Ávalos. Moreno realizó giras internacionales en Argentina, Brasil, Chile, Ecuador y Venezuela con lo mejor de su repertorio.Firmó con la compañía GM Récords en 1978 para la elaboración de sus siguientes álbumes «Vuelve/El sol» y «Cara pintada/Te extraño».[cita requerida]
En 1984, lanzó su primer álbum de recopilación Y sus éxitos de siempre, contando con todas las canciones de su época.[cita requerida]

### Últimos años y fallecimiento
Moreno obtuvo su residencia en los Estados Unidos donde continuaría su carrera artística hasta finales de los años 2000 y regresó al Perú para vivir sus últimos años de vida. En 2018 realizó chequeos médicos debido a una embolia cerebral, además de sufrir la falta de visión y movimiento de sus articulaciones. Se agravó su salud en 2023 cuando fue internado en el Hospital Edgardo Rebagliati Martins debido de la neumonía y complicaciones respiratorias que lo aquejaba desde años atrás. Falleció la madrugada del 5 de marzo de 2024 a la edad de 86 años en el mismo lugar a causa de paro cardiorrespiratorio, en el cual fue confirmado por su sobrino Sandro Matos, conocido como "El José José Peruano" por haber imitado al cantante Mexicano en el reality peruano Yo soy. Sus restos fueron velados en el Auditorio Los Incas del Ministerio de Cultura del Perú, donde se presentaron amigos, familiares y fanáticos.Tras la noticia, la Asociación Peruana de Autores y Compositores mostró las condolencias sobre su fallecimiento, además darle un reconocimiento póstumo por su trayectoria artística.

## Discografía

### Álbumes de estudio
- GUSTAVO HIT MORENO (LP SONO RADIO, 1963)
- Lado A1 "Cara De Payaso"
- Lado A2 "Lulú"
- Lado A3 "Esta Noche Mi Amor"
- Lado A4 "El Pañuelo Manchado De Rouge"
- Lado A5 "La Historia De Mi Amor"
- Lado A6 "Mi Secreto"
- Lado B1 "Pequeño Diablo"
- Lado B2 "Llorando Me Dormí"
- Lado B3 "Dile Que La Amo"
- Lado B4 "Llovió, Llovió" (Ft. Rita Saenz)
- Lado B5 "La Dulce Vida" (La Dolce Vita)
- Lado B6 "Busco Tu Amor"
- GUSTAVO HIT MORENO (LP SONO RADIO, 1964)
- Lado A1 "Pensemos Un Poco En Vivir"
- Lado A2 "Yo Quiero Darte Un Nombre"
- Lado A3 "Camina, No Corras
- Lado A4 "Felicidad
- Lado A5 "Cuando Calienta El Sol
- Lado A6 "Estaré Allí
- Lado B1 "Multiplicación
- Lado B2 "Norma
- Lado B3 "Mentirosa Conmigo
- Lado B4 "Que Te Han Hecho
- Lado B5 "Balada Triste
- Lado B6 "Y.. Que Pasó"
- LOS HIT`S DE GUSTAVO HITMORENO (LP VENE VOX, 1965)
- Lado A1 "Ya Tiene 17 Años"
- Lado A2 "Al Di La"
- Lado A3 "Un Corazón"
- Lado A4 "Bienvenido Amor"
- Lado A5 "Una Muchacha Parecida A Ti"
- Lado A6 "Que Sí, Que No"
- Lado B1 "Por Eso"
- Lado B2 "Perdóname"
- Lado B3 "Solo"
- Lado B4 "Nada Vale Sin Tu Amor"
- Lado B5 "Sellado Con Un Beso"
- Lado B6 "No Hay Más Allá"
- GUSTAVO HIT MORENO Y SUS EXITOS DE SIEMPRE (LP SONO RADIO, 1984)
- Lado A1 "Cuando Calienta El Sol"
- Lado A2 "Llorando Me Dormí"
- Lado A3 "Cara De Payaso"
- Lado A4 "Mi Secreto"
- Lado A5 "Multiplicación"
- Lado A6 "Pensemos Un Poco En Vivir"
- Lado A7 "Mentirosa Conmigo"
- Lado B1 "Norma"
- Lado B2 "El Poeta Lloro"
- Lado B3 "Yo Quiero Darte Un Nombre"
- Lado B4 "Esta Noche MI Amor"
- Lado B5 "Balada Triste"
- Lado B6 "El Pañuelo Manchado De Rouge"
- Lado B7 "Cariñosa"

- Gustavo Hit Moreno con la Orquesta de Enrique Lynch (Sono Radio, 1964-1965)

- Gustavo Hit Moreno con Manolo Ávalos y su Orquesta – Quiero encontrar a mi amada (Sono Radio, 1965)

- Vuelve/El sol (GM Records, 1978)
- Cara pintada/Te extraño (GM Records, 1978)
- Y sus éxitos de siempre (Sono Radio, 1984)
- Susurro indirecto (RCA, 1985)
- Mi barquito/Nube gris (Sono Radio, 1980s)
- ¿Por qué será?/Los dos (1980s)